# لوید فرنچ
لوید فرنچ (انگلیسی: Lloyd French؛ ‏ ۱۱ ژانویهٔ ۱۹۰۰ – ۲۴ مهٔ ۱۹۵۰) کارگردان فیلم اهل ایالات متحده آمریکا بود.

## فیلم‌شناسی
- فضول‌باشی
- کار کثیف
- گشت نیمه‌شب
- هشتمین اولیور
- آن همسر من است
- من و رفیقم
- بی‌رنج گنج میسر نمی‌شود